# 超膠子
超膠子，也被叫做膠微子，是一種假想粒子，為膠子的超對稱粒子，一共有八種色荷組合，對應膠子的八種組合。它的輕子數及重子數皆為0，而自旋為1/2。
理論上，超膠子成對產生，即粒子與其反粒子同時產生，但因它是馬約拉納費米子，它的反粒子就是它本身。

## 偵測
超膠子被視為最有機會發現的超對稱粒子，其於強子對撞機產生的截面將會是最高的。
在遵守R-宇稱的模型中，超膠子會衰變為最輕超對稱粒子（以噴注的形式出現）以及標準模型的規範玻色子或希格斯玻色子。在違反R-宇稱的情況下，超膠子可能會立刻化成噴注，或有較長的壽命而自交互作用點起留下不規則的衰變痕跡。
目前未有觀測到超膠子，大型強子對撞機已排除它具1 TeV以下、2 TeV以上的可能性。